# قائمة الدول التي تمنع استهلاك الكحول
هذه قائمة للدول التي كانت أو ما زالت تمنع استهلاك المشروبات الكحولية أو تمنعها إلى حد ما.

## حاليًا
حاليًا، يحظر استهلاك الكحول في العديد من البلدان ذات الأغلبية المسلمة والمجتمعات الأسترالية الأصلية وبعض المجتمعات الشمالية في الأراضي الكندية وبعض مناطق الهند. يتراوح الحظر من من الحظر الكامل إلى حظر البيع خلال أوقات معينة.
- أفغانستان[3]
- الكويت
- الجزائر (غير قانوني في الأماكن العامة، قانوني في المطاعم والحانات والفنادق والمنازل)[4]
- بنغلاديش (يطلب ترخيص لشربه؛ يحظر كليًا خلال شهر رمضان)[5]
- بروناي (يمكن لغير المسلمين فوق 17 عامًا الاحتفاظ بكمية محدودة من الكحول، ولكن يجب عليهم التصريح بها لسلطات الجمارك عند الوصول، ويجب استهلاكها على انفراد)[6]
- كندا
  -  الأقاليم الشمالية الغربية (في بعض المجتمعات)[1]
  -  نونافوت (في بعض المجتمعات)[7]
  -  كيبك (في بعض المجتمعات)[8]
- جزر القمر (يحظر على المسلمين في رمضان)[9]
- مصر شربه غير قانونية للشرب في الأماكن العامة وخلال شهر رمضان
- الهند[10]
  - كجرات[11]
  - بهار
  -  ناجالاند
  - ميزورام[12][13]
- إندونيسيا (يحظر في ولاية آتشيه)[14]
- إيران (يمكن للزرادشتيين واليهود والمسيحيين إنتاجه في المنازل؛ بينما يحظر تجارته)[15]
- العراق (حظره البرلمان، نادرا ما ينفذ)[16]
- ليبيا[17]
- ماليزيا (محظور على المسلمين، يحظر في بعض الولايات شربه في الأماكن العامة)
  -  كلنتن[18]
  -  ترغكانو[18]
- المالديف (قانوني للأجانب في المؤسسات المرخصة)[19]
- موريتانيا[20]
- المغرب (يجب شراء الكحول واستهلاكه في الفنادق والحانات والمناطق السياحية المرخصة بالإضافة إماكنية بيعه في معظم محلات السوبر ماركت الكبرى[21])
- النرويج (يُباع فقط في المتاجر خلال فترة زمنية معينة في أيام الأسبوع. يعتبر الشرب في الأماكن العامة غير قانوني باستثناء الحانات والمطاعم. لا يُسمح للنوادي الليلية والبارات بتقديم الخدمة بعد الساعة 3 صباحًا. يُباع الكحول بنسبة تزيد عن 4.7٪ فقط في المتاجر المخصصة لذلك، ولكن يمكن شراء البيرة أو عصير التفاح بنسبة 4.7% أو أقل من محلات البقالة.)[22]
- عمان (قانوني للأجانب غير المسلمين في المطاعم والفنادق والحانات؛ في المنزل بترخيص؛ غير قانوني في الأماكن العامة)[23]
- باكستان (محظر على المسلمين؛ يحظر استهلاكه في العلن)[24]
- الفلبين (يحظر بيعه في يوم الانتخابات واليوم الذي يسبقه؛ يُسمح للأجانب في هذه الأيام بشرائه في المؤسسات الحاصلة على تصاريح)[25]
- قطر (قانوني للسياح في الفنادق والحانات وكذلك للمغتربين الحاصلين على تصاريح)[26]
- السعودية[27][28] (باستثناء الدبلوماسيين الأجانب)
- الصومال[29]
- السودان (باستثناء غير المسلمين)[30]
- تونس (يحظر بيعه في يوم الجمعة وفي شهر رمضان)
- تركمانستان (غير قانوني في القطارات والطائرات والعبارات وكذلك المرافق الرياضية؛ يحظر بيعه في عطلات نهاية الأسبوع والعطلات إلا في الحانات والمطاعم)[31]
- الولايات المتحدة (انظر Dry county)
- المملكة المتحدة (في  إسكتلندا، لا يمكن بيع الكحول في المتاجر بعد الساعة 10 مساءً، ويُسمح بالمبيعات في الحانات والنوادي الليلية وغيرها من المؤسسات المرخصة)
- اليمن (غير قانوني، قبل الحرب كانت هناك استثناءات للسياح في فنادق معينة في عدن وصنعاء)[32]
- الإمارات العربية المتحدة (غير قانوني في الشارقة؛ يحظر استهلاكه في العلن)[33]

## في الماضي
- محافظة العاصمة الأسترالية، أستراليا، منع بيع الكحول من 1910 حتى 1928.
- هاريانا، الهند منع بيع الكحول من 1996 حتى 1998.
- الولايات المتحدة، منع الكحول من 1920 وحتى 1933 بناء على التعديل الثامن عشر من الدستور ولكن أبطل في ما بعد.
- كندا، 1901 حتى 1924.
- جزر فارو، 1907 حتى 1992.
- آيسلندا، 1915 حتى 1935. ظلت الجعة التي تحتوي على نسبة كحول تفوق 2.25 بالمئة ممنوعة حتى عام 1989.
- النرويج، 1916 حتى 1927.[34][35]
- فنلندا، 1919 حتى 1932.[36]